# Escuela megárica
La escuela megárica (griego Μεγαρική σχολή) fue una escuela filosófica del siglo IV a. C. fundada por Euclides de Mégara, discípulo de Sócrates.

## Historia y doctrina
Tras la muerte de su maestro, Euclides vuelve a su ciudad natal Mégara y funda una escuela filosófica, en la que se pueden vislumbrar todavía resquicios de la formación de Euclides con  Sócrates y la influencia de Parménides de Elea. Sus miembros recibían el nombre de megáricos, disputadores o dialécticos. El tema que trataban era sobre un Dios supremo.
La influencia socrática les movió a buscar la verdad, identificada con el bien, planteando un problema ético-gnoseológico. Identificaron entonces el Dios benevolente, inteligente y justo de Sócrates —idea que precedía al monoteísmo— con el ente único e inmutable de Parménides y lo llamaron Dios, sabiduría o justicia, adquiriendo ya la pregunta un carácter metafísico propio de la escuela eleática.
En la escuela se debatía sobre el arte de discutir o erística, como una rama superior de la dialéctica. La erística fue decayendo hasta convertirse en una verborrea sin sentido, usando silogismos como: "Tú tienes lo que no has perdido. Tú no has perdido nada, luego tú no tienes nada".
El término despectivo de sofista como "sabidillo" —siguiendo la raíz griega σοφιστής (sofistes) hasta σοφία (sofía, "sabiduría")— los definía claramente por su afinidad por las paradojas y la sutil elocuencia lógica que dominaban virtuosa y casi prepotentemente. Destacaron también en la lógica proposicional, como más tarde harían los estoicos griegos.
Diodoro Cronos, por ejemplo, modificó las paradojas racionalmente imposibles (aporías) de Zenón de Elea para negar así el movimiento de las cosas. Una teoría contigua a esta afirmaba que "sólo se puede hablar del ser actual" y no del que está fuera del espacio o tiempo presentes. Permitir sólo la afirmación de lo que realmente sucede suprime la idea de Aristóteles de que lo posible era un modo de lo real.
Estilpón de Mégara fue maestro del chipriota Zenón el Estoico, fundador del estoicismo, por lo que existe una profunda relación entre ambas doctrinas.
La escuela eleo-erétrica era análoga a la escuela megárica, con la excepción de su interés en los problemas sobre la acción humana (ética y política).